# Gambrus apicatus
Gambrus apicatus là một loài tò vò trong họ Ichneumonidae.